# Grammangis spectabilis
Grammangis spectabilis är en orkidéart som beskrevs av Jean Marie Bosser och Philippe Morat. Grammangis spectabilis ingår i släktet Grammangis och familjen orkidéer. Inga underarter finns listade i Catalogue of Life.